# Ulica ks. kard. Stefana Wyszyńskiego w Łukowie
Ulica ks. kard. Stefana Wyszyńskiego – jedna z głównych ulic Łukowa. Przebiega łukiem o długości ok. 850 m przez śródmieście, stanowiąc fragment głównej arterii komunikacyjnej miasta w osi NNW–SSE.

## Przebieg
Jest częścią drogi krajowej nr 63. W miejscu przejścia w ul. Józefa Piłsudskiego krzyżuje się od strony południowo-zachodniej z ul. Warszawską, która jest częścią drogi krajowej nr 76 (w tym miejscu droga ta zaczyna bieg do Wilgi, w kierunku Garwolina). Nieco dalej na południowy wschód, ul. Wyszyńskiego krzyżuje się z ul. Międzyrzecką, będącą częścią drogi wojewódzkiej nr 806, która w tym miejscu zaczyna bieg do Międzyrzeca Podlaskiego.
W połowie swej długości ulica przebiega przez most na rzece Krznie Południowej, a następnie biegnie w przybliżeniu na południe i kończy się w miejscu skrzyżowania z ulicami: Glinki i Świderską. Jej kontynuacją jest ul. Radzyńska, biegnąca w kierunku Radzynia Podlaskiego.

## Ważniejsze obiekty zlokalizowane przy ulicy
- Miejska Biblioteka Publiczna im. Henryka Sienkiewicza (ul. Wyszyńskiego 24[2])
- I Liceum Ogólnokształcące im. Tadeusza Kościuszki (ul. Wyszyńskiego 41[3]; obecny główny gmach znajduje się od strony ul. Cieszkowizna)
- Kościół Podwyższenia Krzyża Świętego (ul. Wyszyńskiego 45[4])

## Galeria

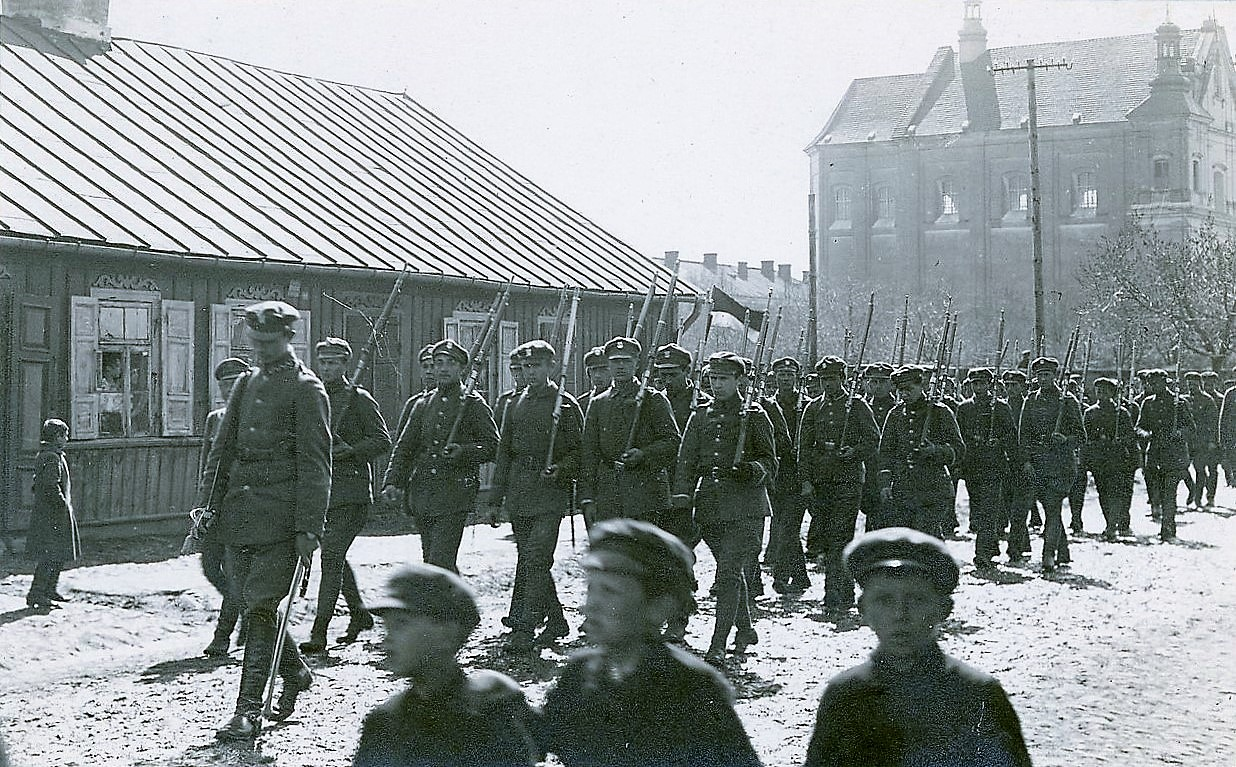
Przemarsz kompanii POW pod dow. Stanisława Zdanowskiego przez Łuków; 1918 r. lub wcześniej, w tle kościół Podwyższenia Krzyża Świętego
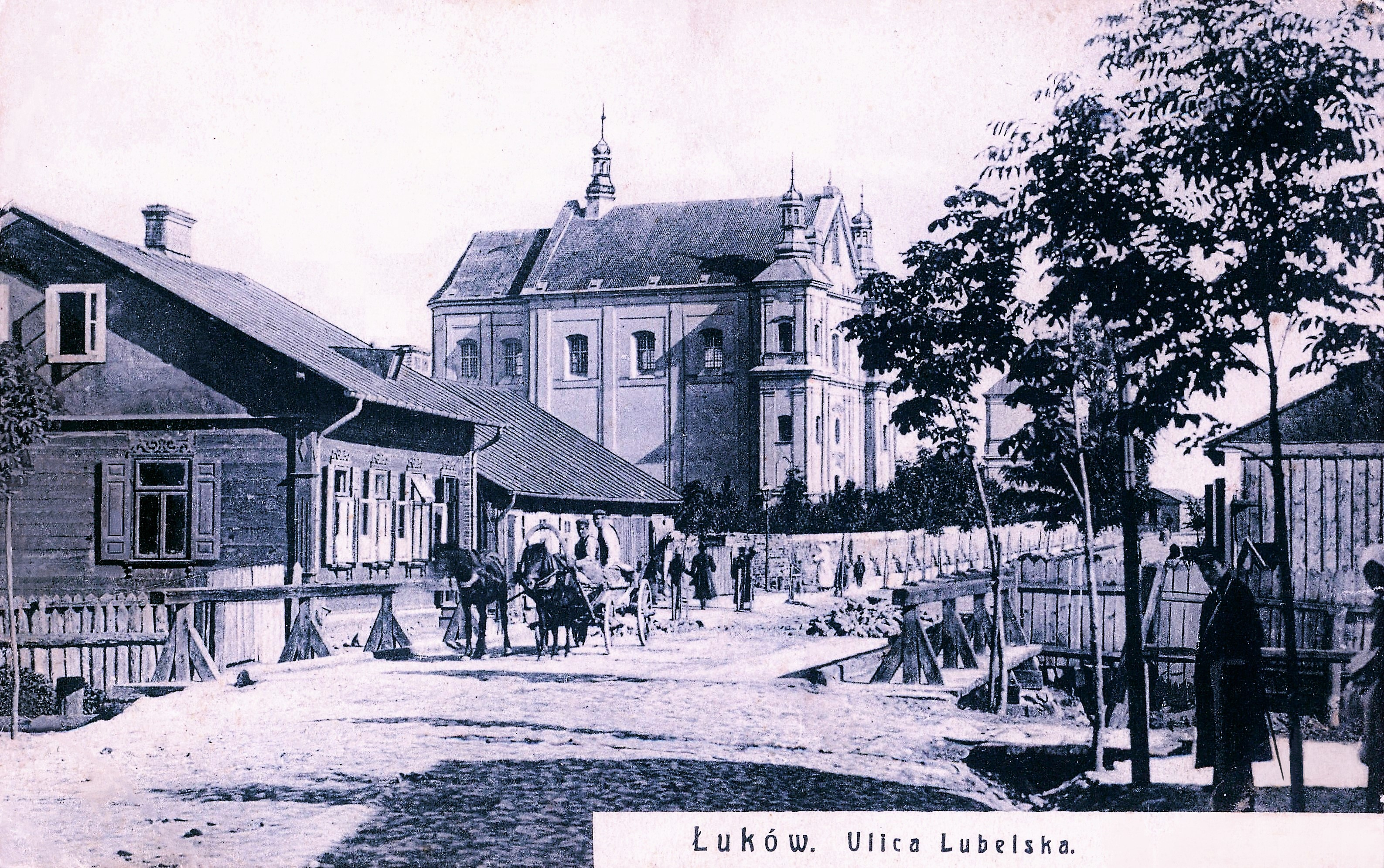
Ulica Lubelska w 1920, obecnie fragment ul. Wyszyńskiego; na dalszym planie kościół Podwyższenia Krzyża Świętego
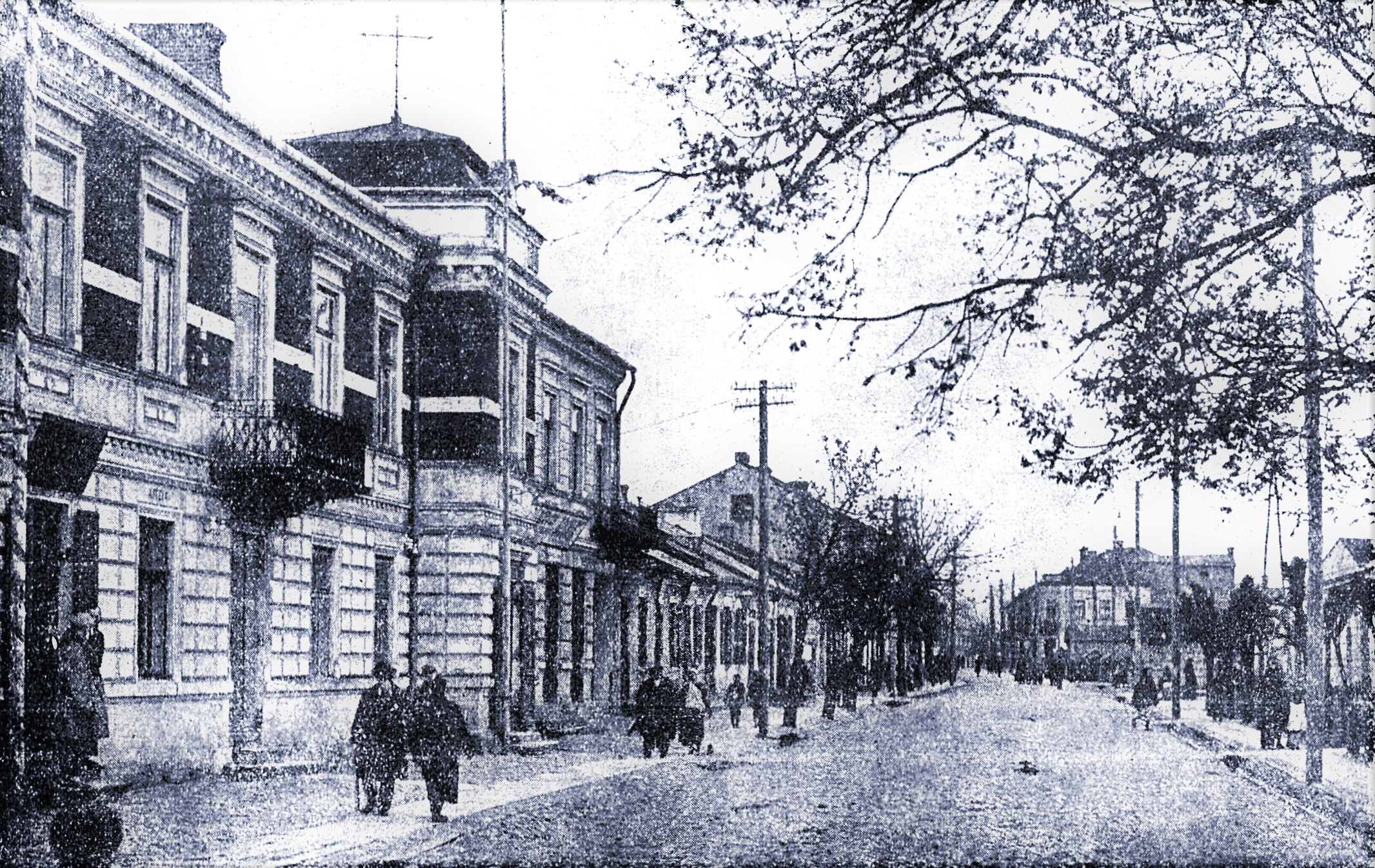
Ulica Chącińskiego (obecnie fragment ul. Wyszyńskiego) w centrum Łukowa (1929 r. lub wcześniej), po lewej stronie budynek ówczesnych: Stowarzyszenia Kulturalno-Oświatowego „Ogniwo” i Klubu Miejskiego; obecnie siedziba Miejskiej Biblioteki Publicznej im. Henryka Sienkiewicza